# 昂妙敏
昂妙敏 ，缅甸维权活动家。昂妙敏于2021年5月3日被缅甸联邦议会代表委员会任命为民族团结政府的人权部部长，他是缅甸首位和唯一一位担任政府部长的LGBT人士。